# アメリカン・バレエ・シアター
アメリカン・バレエ・シアター  (American Ballet Theatre) は、アメリカ合衆国ニューヨークに本拠をおく世界最高峰のバレエ団の一つ。アメリカ最大のバレエ団として、ニューヨーク・シティ・バレエ団と並ぶ名声を誇る。母体劇場はリンカーン・センター内にあり、毎年8週間の春季公演をメトロポリタン・オペラ・ハウスで、それより短い秋季公演をディヴィッド・H・コーク劇場 (David H. Koch Theater) で行い、その他のシーズンは世界中でツアー公演を行う。所属ダンサーは86人。プリンシパル15人、ソリスト14人、コール・ド・バレエ57人（2011年9月）。

## 歴史
1939年に結成され、1940年1月、ニューヨークのセンター劇場 (New York City Center) で初演をおこなった。前身はモルドキン・バレエ団 (Mordkin Ballet) で、モルドキンの弟子ルシア・チェーズがリチャード・プレザントを支配人として始めたものである。
団内でのダンサーの階級は4つに分かれ、スタジオ・カンパニー、コール・ド・バレエ、ソリスト、プリンシパルの順に上がっていく。
1960年、アメリカのバレエ団として初めて、ソビエト公演をおこなった。

## 歴代芸術監督
- ルシア・チェーズ　（在任:1940年-1980年）
- ミハイル・バリシニコフ　（在任:1980年-1990年）
- ジェーン・ハーマン、オリヴァー・スミス　（在任:1990年-1992年）
- ケヴィン・マッケンジー　（在任:1992年-現在）

## 過去に在籍したプリンシパル
- ミハイル・バリシニコフ
- ジェルシー・カークランド
- アリシア・アロンソ
- エリック・ブルーン
- アントン・ドーリン
- レスリー・ブラウン
- ナタリア・マカロワ
- マリアナ・チェルカスキー
- シンシア・グレゴリー
- シンシア・ハーヴェイ
- スーザン・ジャフィ
- アレッサンドラ・フェリ
- フリオ･ボッカ
- ヴラジーミル・マラーホフ
- ニーナ・アナニアシヴィリ
- マキシム・ベロセルコフスキー
- アンヘル・コレーラ
- ホセ・マヌエル・カレーニョ
- イリナ・ドヴォロヴェンスコ
- ミッシェル・ワイルズ
- イーサン・スティーフェル
- ジュリー・ケント
- シオマラ・レイエス
- パロマ・ヘレーラ
- ディアナ・ヴィシニョーワ
- マルセロ・ゴメス
- ヴェロニカ・パルト

## 現在のプリンシパル
- デヴィッド・ホールバーグ
- エルマン・コルネホ
- ジリアン・マーフィー
- ロベルト・ボッレ
- コリー・スターンズ
- ソ・ヒ
- ダニール・シムキン
- ポリーナ・セミオノワ
- ジェームス・ホワイトサイド
- イワン・ワシリーエフ
- ミスティ・コープランド
- イザベラ・ボイルストン
- ステラ・アブレラ
- サラ・レーン

## 振付家
創設時から、多くの振付家に作品を依頼してきた。ジョージ・バランシン、アドルフ・ボルム、ミハイル・フォーキン、レオニード・マシーン、ブロニスラヴァ・ニジンスカ、アントニー・チューダー、アグネス・デ＝ミル、ジェローム・ロビンスらが知られる。